# Sporting Clube da Praia

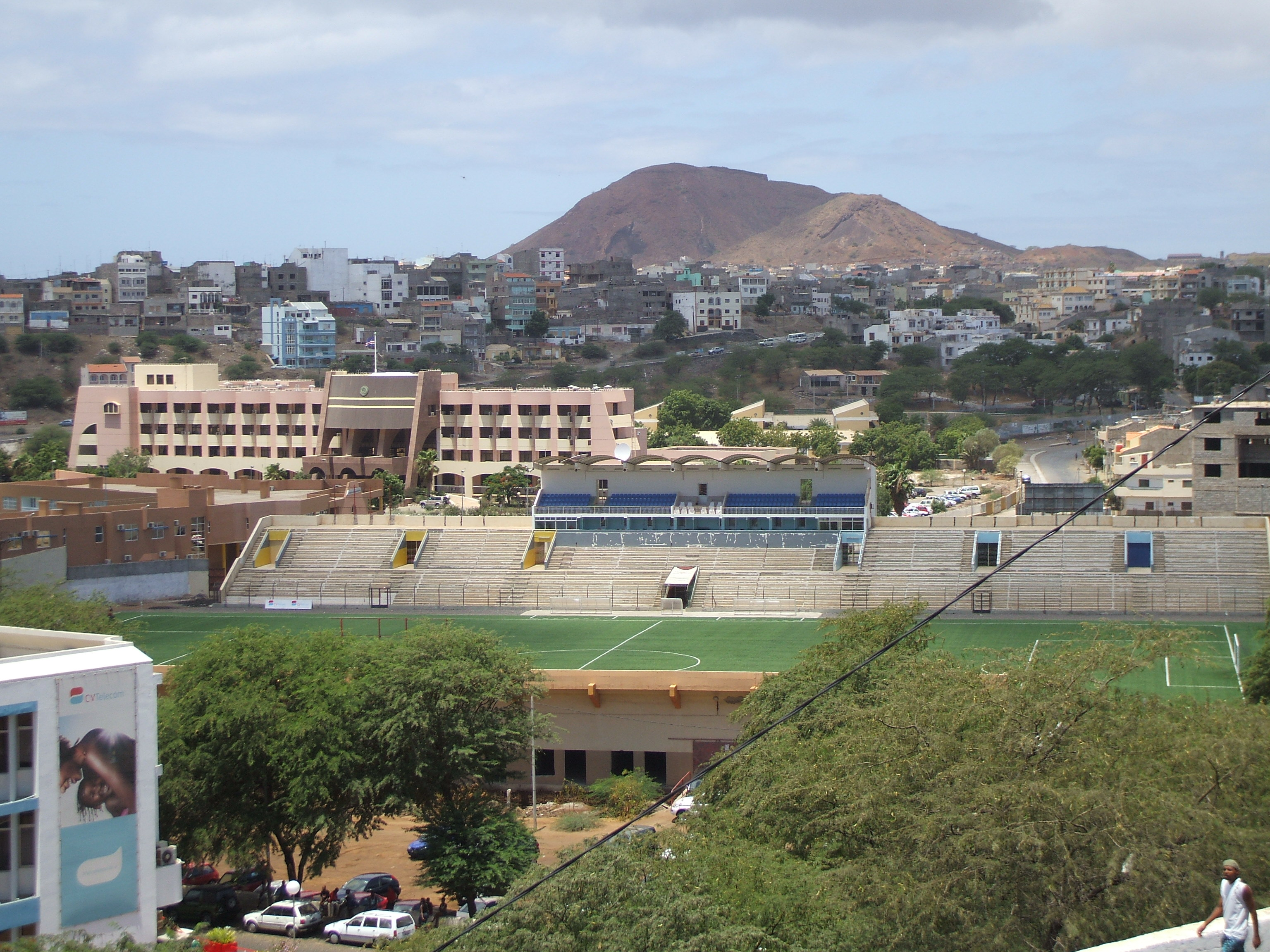
Estádio da Várzea.

El 'Sporting Clube da Praia és un club de futbol capverdià de la ciutat de Praia a l'illa de Santiago.

## Història
La secció de futbol de la Sporting Praia és un dels dues grans clubs de futbol de Cap Verd. És el club que ha guanyat més lligues nacionals i compta amb un palmarès de més de 3 títols futbolístics abans de la independència i 9 títols futbolístics després de la independència. El club va ser fundat el 1929.

## Palmarès
- Lliga capverdiana de futbol[4]
  - Després de la independència: 1985, 1991, 1997, 2002, 2006, 2007, 2008, 2009, 2012, 2017
  - Abans de la independència: 1961, 1969, 1974
- Copa capverdiana de futbol[5]
  - 2018
- Lliga de Santiago de futbol (Sud)[6]
  - 1961, 1969, 1974, 1985, 1988, 1991, 1997, 2001/02, Sud: 2004/05, 2005/06, 2006/07, 2007/08, 2010, 2012, 2013, 2014, 2017
- Copa de Praia
  - 2014
- Super-Copa de Praia
  - 2013
- Torneig d'Obertura de Santiago de futbol (Sud)
  - 2001/02, 2003/04, 2005/06

## Jugadors destacats
- Alex
- Babanco
- Bijou, 2002 - 2004
- Caló, 1998, 2011 (no. 11)
- Dário 2012 (no. 30)
- Fock
- Ilídio
- Loloti 2012 (no. 4)
- Pecks
- Piguita
- Platini
- Joao Baptista Robalo
- Ronny
- Stopira
- Vargas 2012 (no. 20)

## Presidents destacats
- Jorge Carlos Vasconcelos (-1993)
- Dinis Fonseca (1995-2003)
- Rui Évora (2003-2013)
- Paulo Veiga

## Entreinadors destacats
- Felisberto Cardoso-Beto (2012)
- Alex Teixeira (2012)
- Janito Carvalho (2012-2013/14)
- Beto

## Entreinadors de porters
- Tchabana (-2013/14)
- Berra